# UTC−3:30
| Süd-Sommer-/Nord-NormalzeitSeegebiet | Nord-Sommer-/Süd-NormalzeitStandardzeit ganzjährig |

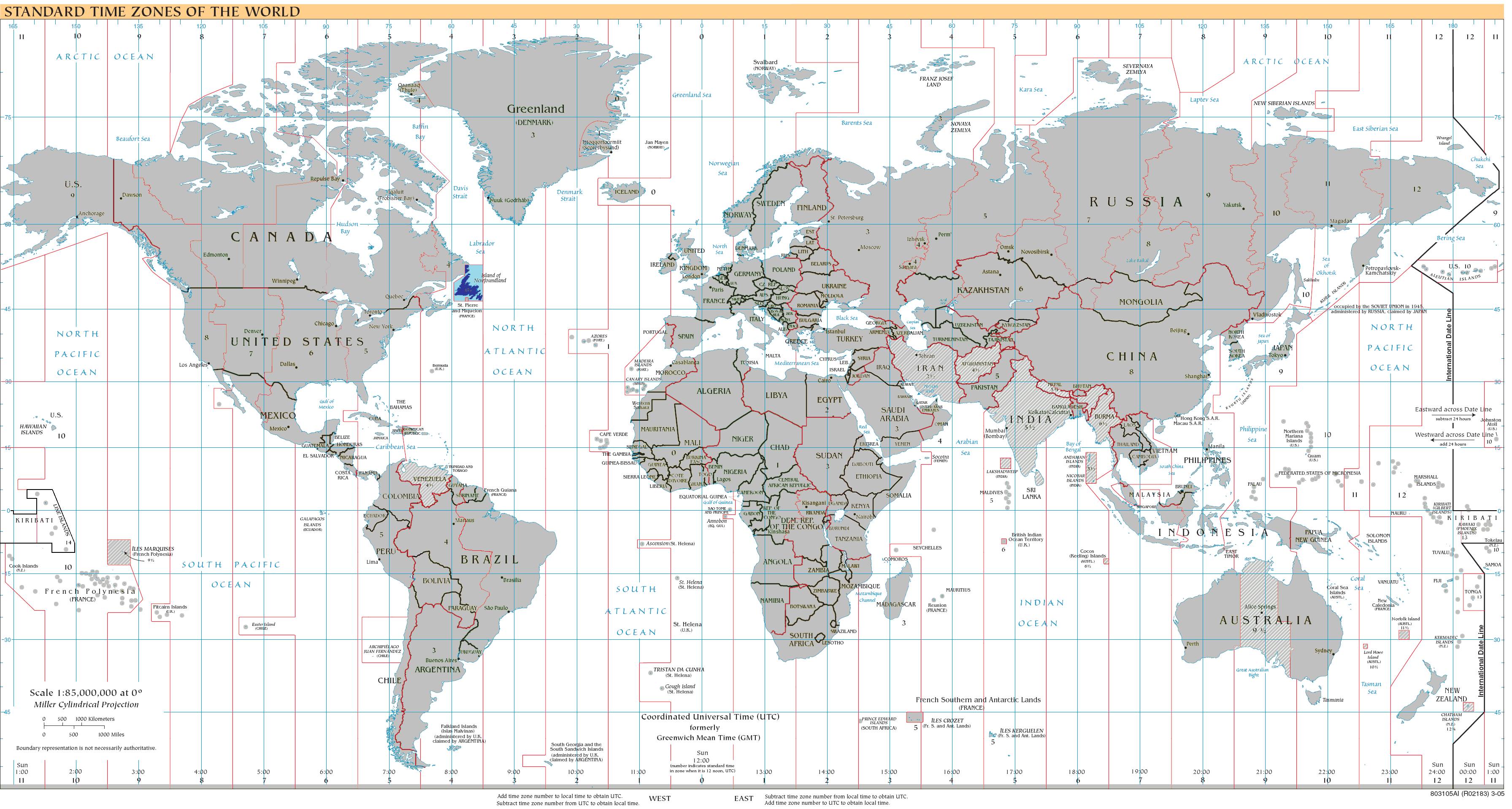
UTC−03:30:

UTC−3:30 ist eine Zonenzeit, welche den Längenhalbkreis 52°30′ West als Bezugsmeridian hat. Auf Uhren mit dieser Zonenzeit ist es dreieinhalb Stunden früher als die koordinierten Weltzeit und viereinhalb Stunden früher als die MEZ.

## Geltungsbereich (ohne Sommerzeiten)
- Kanada:
  -  Neufundland und Labrador (nur die Insel Neufundland)

Da das Dominion Neufundland bei Einführung der Zeitzonen ein eigenes Dominion neben Kanada war legt es seine Zeitzone selbst fest.

### Ehemaliger Geltungsbereich
Historisch verwendete Uruguay zwischen 1. April 1924 und 14. März 1942 diese Zeitzone für die Normalzeit. Als Sommerzeit wurde die Uhr eine halbe Stunde vorgestellt auf UTC-3:00. In Suriname war es die Zeit von 1. Oktober 1945 bis 1. Oktober 1984.